# Läderstövlar

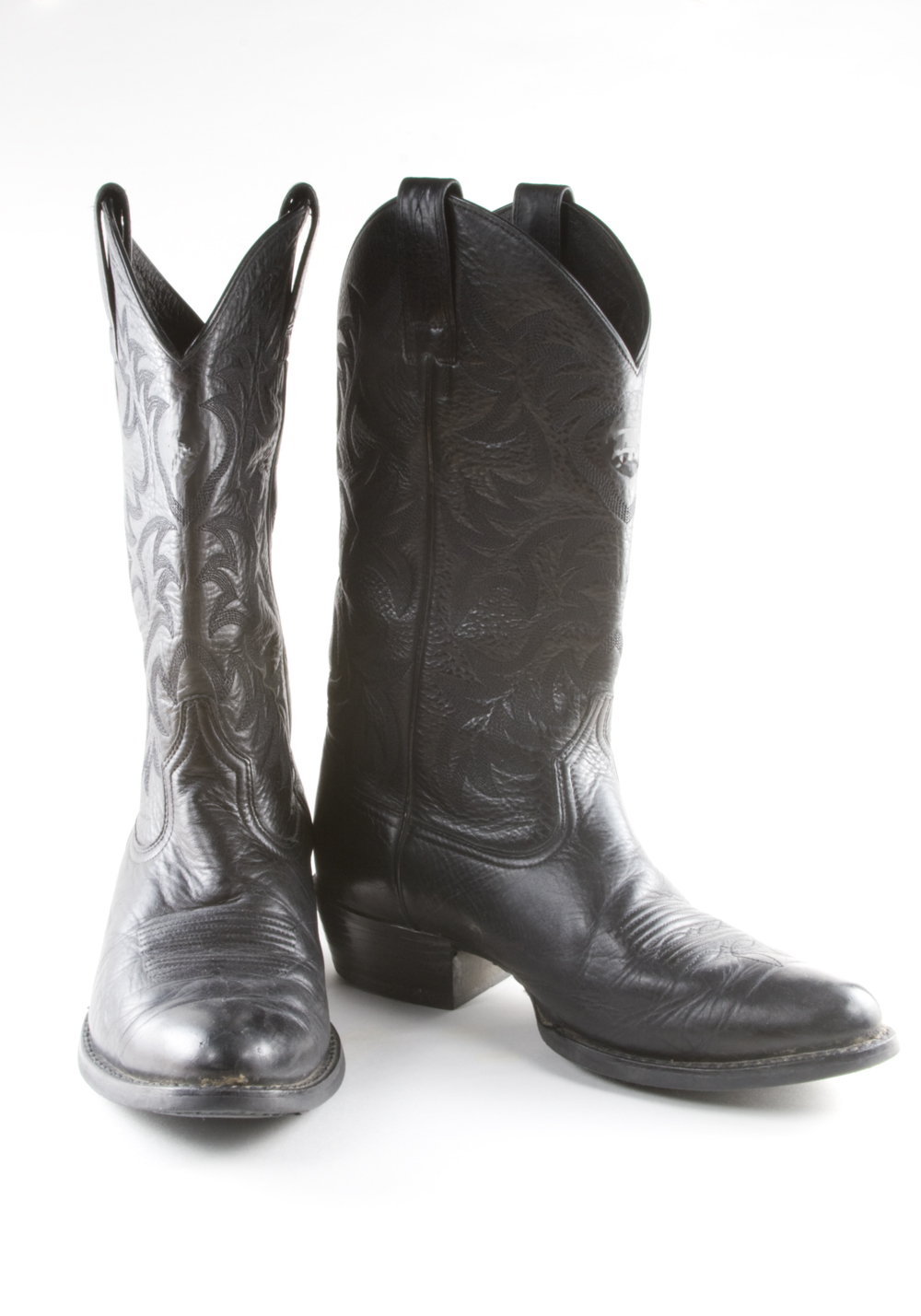
Svarta cowboystövlar i läder.

Läderstövel är en stövel gjord av läder. De är ofta mode- eller ridstövlar men även i andra modeller som kragstövlar och näbbstövlar.